# Josef Eckert (Wiesentechniker)

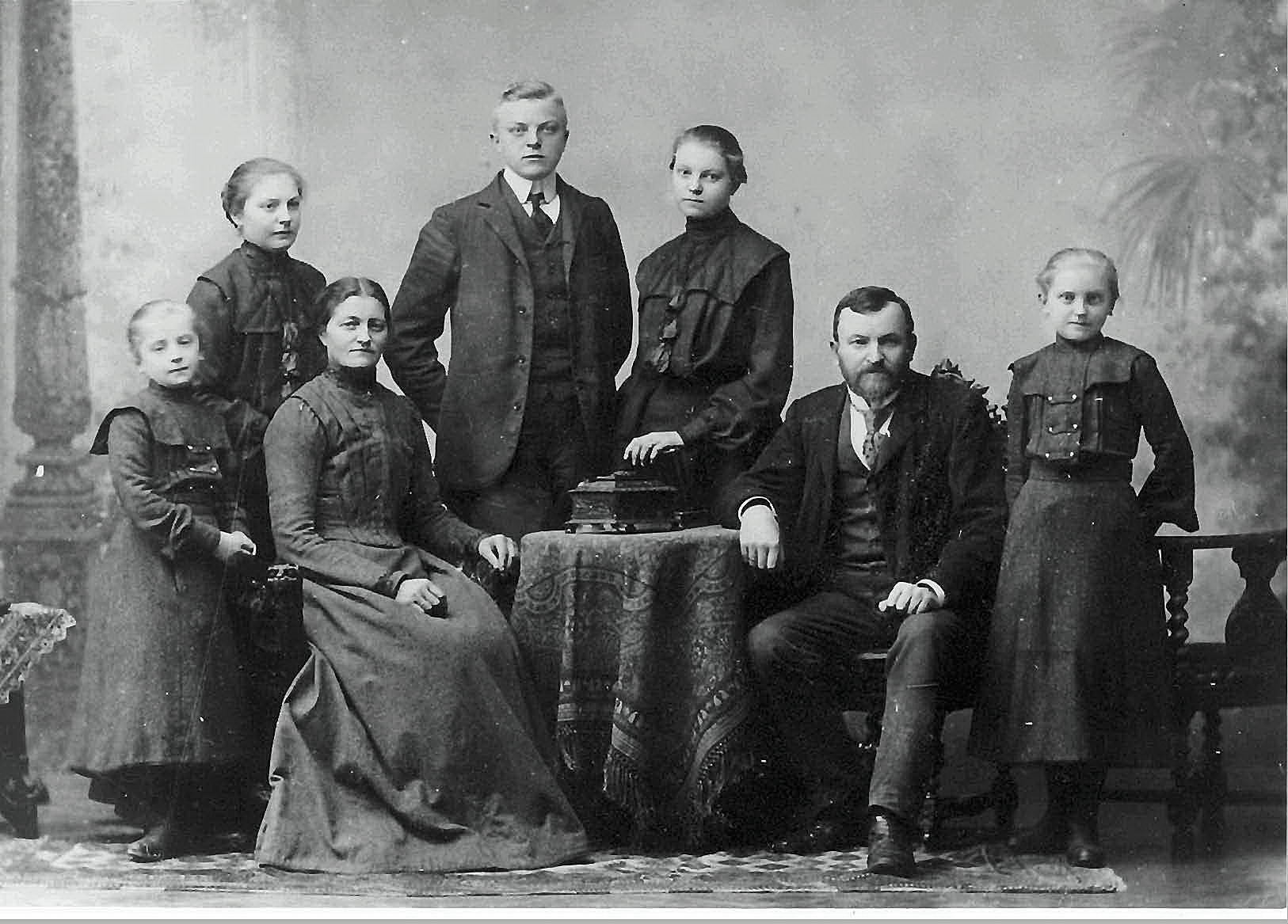
Josef Eckert (zweiter von rechts) mit seiner Familie (Foto um 1900)

Josef Eckert (* 2. Februar 1854 in Hollstadt, Unterfranken; † 1908 oder 17. Januar 1909 in Klagenfurt, Kärnten) war ein deutscher Wiesentechniker.

## Berufliches
1891 wanderte er mit seiner Familie ins österreichische Klagenfurt aus, wo er als ausgebildeter Wiesentechniker prädestiniert war, das dort befindliche Wiesenbauinstitut zu übernehmen. Er wurde auch Lehrer an der Ackerbauschule in Klagenfurt und Wiesenbaumeister der Kärntner Landwirtschaftsgesellschaft. Ein wesentliches Anliegen jener Zeit war die Urbarmachung von Feuchtwiesen, Mooren und Ödland. Neben vielen kleineren Projekten leitete er auch größere wie die Sumpftrockenlegung des Treßdorfer Moores im Gailtal. Alle seine wasserbaulichen Maßnahmen stellten Verbesserungen der landwirtschaftlichen Nutzflächen dar. In der Pedologie ist dafür der Begriff Melioration gebräuchlich.

## Flurdenkmal
So erinnert der als Bodenplatte eingefügte, mehrfach gebrochene Gedächtnisstein in einem, mit an der Basis austretendem Quellwasser, 270 cm hohen und einer fensterartigen Öffnung durchbrochenen zylindrischen Steinbau am Nordrand eines Sumpfes westlich von Gottesbichl an den Verstorbenen: „DEN MANNEN DES WIESENBAUMEISTERS JOSEF ECKERT 1854 - 1908“. An der Ostseite des tonnenförmigen Bauwerks liest man auf einer weißen Marmortafel folgenden Text: „ALLEN DURSTENDEN gewidmet von August u. Emma HILDEBRAND 1903“. Und an der Westseite entdeckt man eine dort angebrachte, ebenfalls weiße Steintafel mit der Inschrift: „Wer nicht einsehen will, dass entwässerte Wiesen mehr werth sind als sumpfige, der ist das Glück nicht werth, ein freier Bauer zu sein.“.

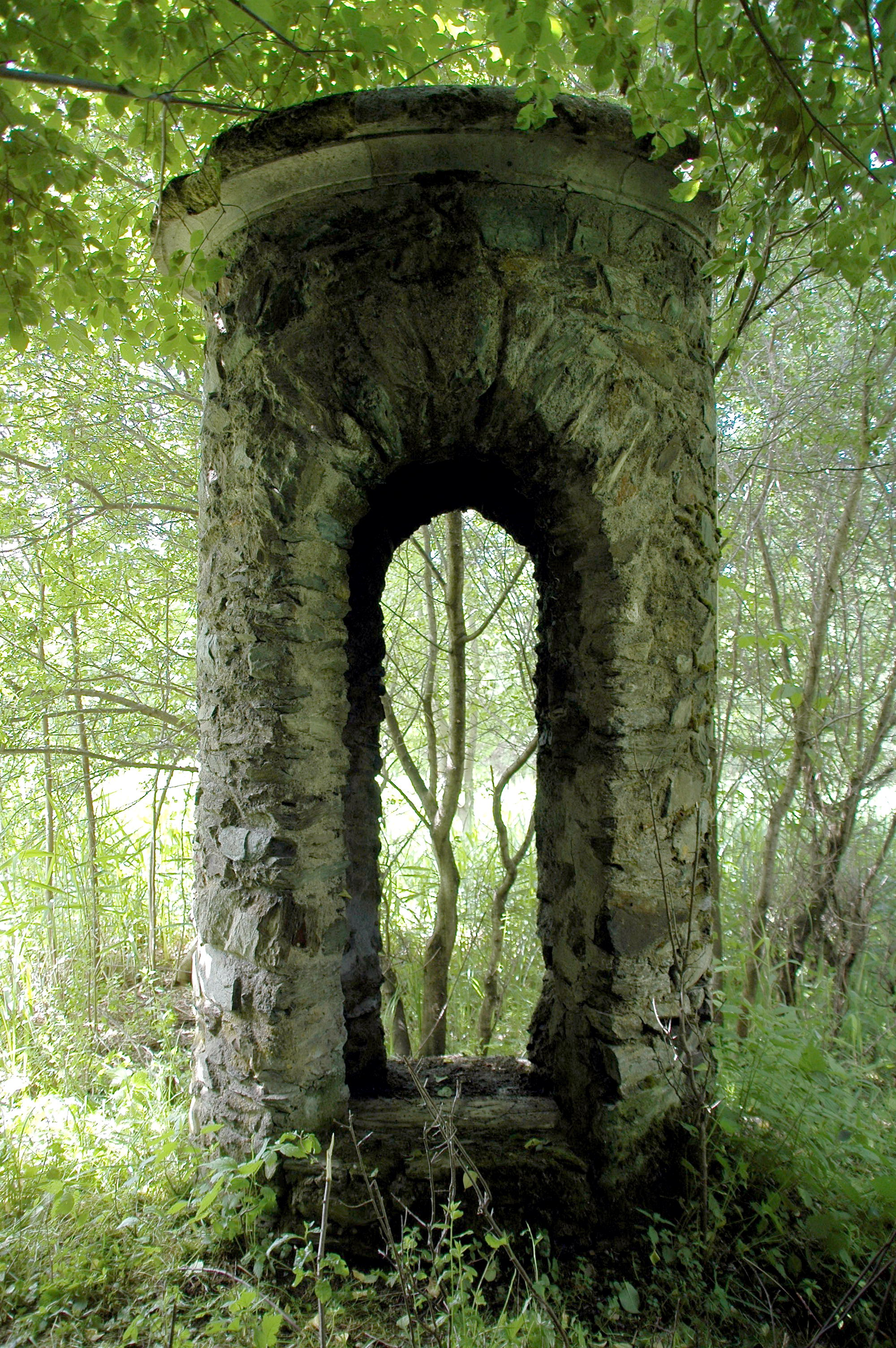
Hildebrand-Quelle mit Josef Eckert-Gedächtnisstein westlich von Gottesbichl
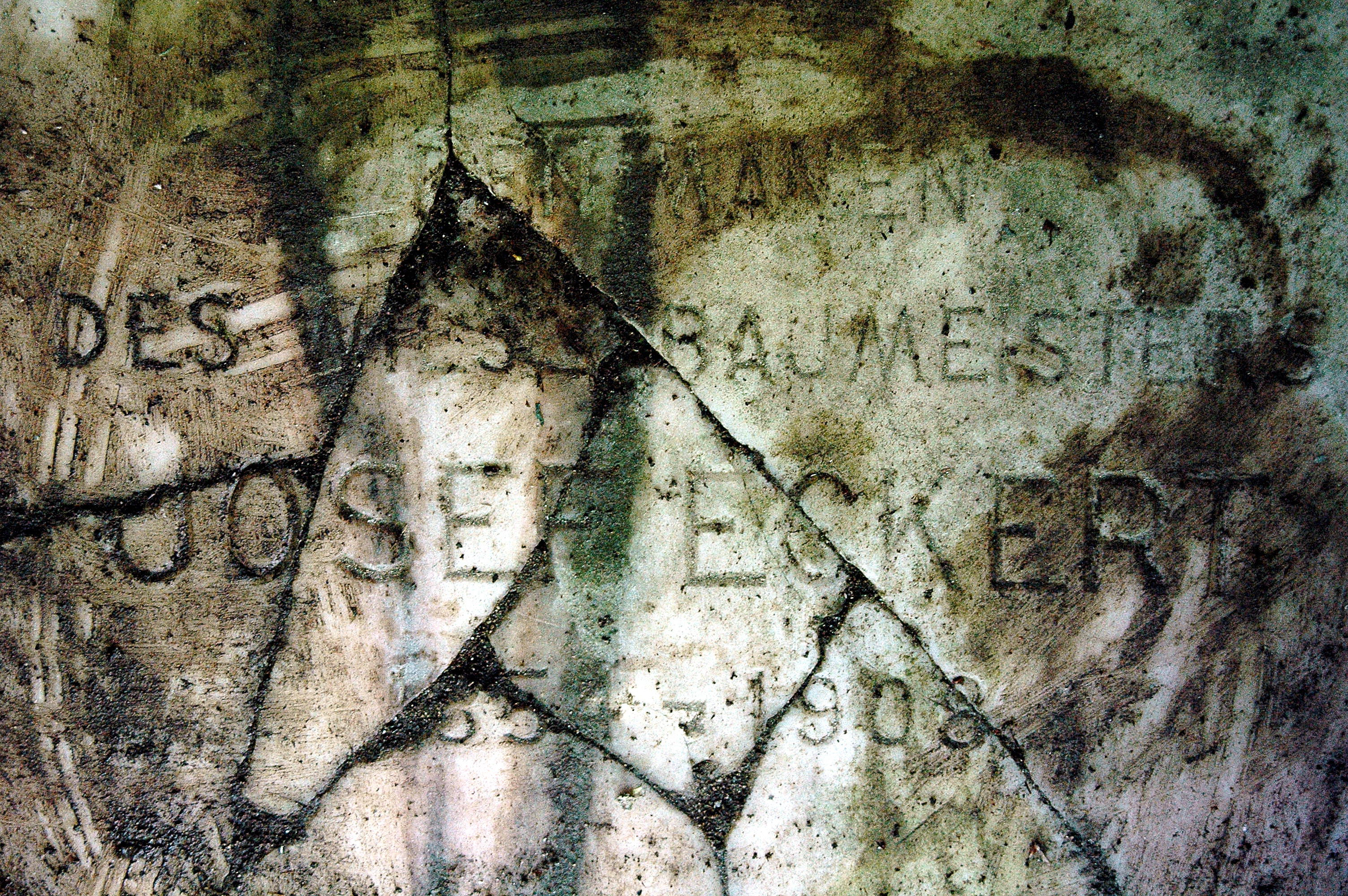
Josef Eckert-Gedächtnisstein als Bodenplatte im Flurdenkmal
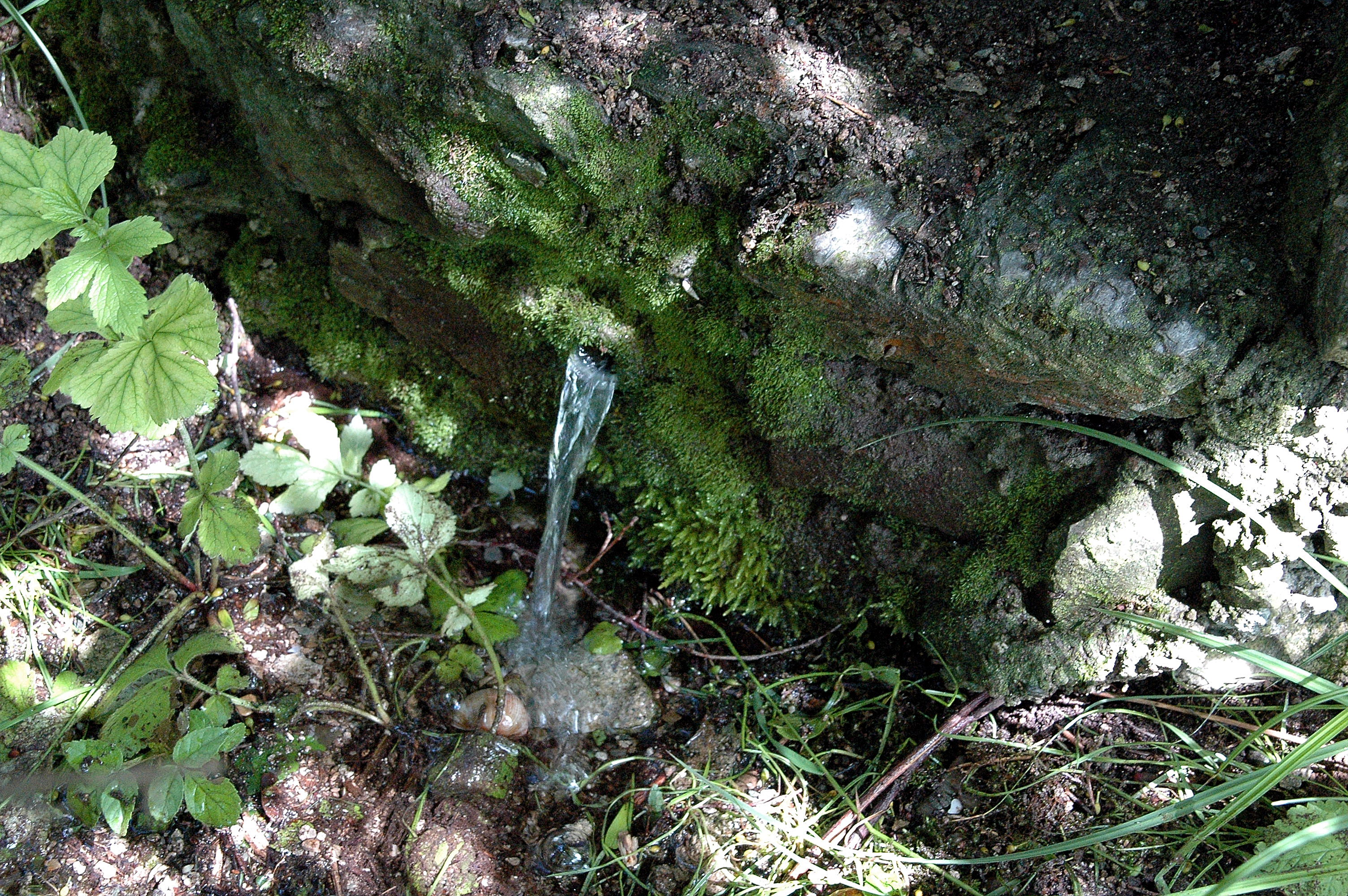
Fließendes Quellwasser am Hildebrand-Brunnen

## Familiäres
Mit seiner Frau Theresia hatte er fünf Kinder: Maria, Anna, Rosa, Josef und Elisabeth. Im Alter von 55 Jahren verstarb Josef Eckert frühzeitig. Seine letzte Ruhestätte fand er auf dem Klagenfurter Friedhof Annabichl.